# Internazionali d'Italia 2021
Gli Internazionali d'Italia 2021 sono stati un torneo di tennis giocato su campi in terra rossa. Si tratta della 78ª edizione degli Internazionali d'Italia, classificati come ATP Tour Masters 1000 nell'ambito dell'ATP Tour 2021 e come WTA Tour 1000 nel WTA Tour 2021. Tutti gli incontri si sono giocati al Foro Italico di Roma, in Italia, dal 10 al 17 maggio 2021.

## Partecipanti ATP

### Teste di serie
| Nazionalità | Giocatore             | Testa di serie | Ranking |
| ----------- | --------------------- | -------------- | ------- |
| Serbia      | Novak Đoković         | 1              | 1       |
| Spagna      | Rafael Nadal          | 2              | 2       |
| Russia      | Daniil Medvedev       | 3              | 3       |
| Austria     | Dominic Thiem         | 4              | 4       |
| Grecia      | Stefanos Tsitsipas    | 5              | 5       |
| Germania    | Alexander Zverev      | 6              | 6       |
| Russia      | Andrej Rublev         | 7              | 8       |
| Argentina   | Diego Schwartzman     | 8              | 9       |
| Italia      | Matteo Berrettini     | 9              | 10      |
| Spagna      | Roberto Bautista Agut | 10             | 11      |
| Spagna      | Pablo Carreño Busta   | 11             | 12      |
| Belgio      | David Goffin          | 12             | 13      |
| Canada      | Denis Shapovalov      | 13             | 14      |
| Francia     | Gaël Monfils          | 14             | 15      |
| Polonia     | Hubert Hurkacz        | 15             | 16      |
| Bulgaria    | Grigor Dimitrov       | 16             | 17      |

* Ranking al 26 aprile 2021.

### Altri partecipanti
I seguenti giocatori hanno ricevuto una wild card per il tabellone principale:
- Salvatore Caruso
- Gianluca Mager
- Lorenzo Musetti
- Stefano Travaglia

I seguenti giocatori sono passati dalle qualificazioni: 

- Roberto Carballés Baena
- Alejandro Davidovich Fokina
- Federico Delbonis
- Hugo Dellien
- Kamil Majchrzak
- Cameron Norrie
- Tommy Paul

### Ritiri
Prima del torneo
- Borna Ćorić → sostituito da  Miomir Kecmanović
- Roger Federer → sostituito da  Reilly Opelka
- John Isner → sostituito da  Laslo Đere
- Guido Pella → sostituito da  Yoshihito Nishioka
- Casper Ruud → sostituito da  Aljaž Bedene
- Stan Wawrinka → sostituito da  Albert Ramos Viñolas

Durante il torneo
- Hubert Hurkacz
- Pablo Carreño Busta

## Partecipanti ATP doppio

### Teste di serie
| Nazionalità | Giocatore            | Nazionalità | Giocatore         | Ranking* | Teste di serie |
| ----------- | -------------------- | ----------- | ----------------- | -------- | -------------- |
| Colombia    | Juan Sebastián Cabal | Colombia    | Robert Farah      | 5        | 1              |
| Croazia     | Nikola Mektić        | Croazia     | Mate Pavić        | 5        | 2              |
| Croazia     | Ivan Dodig           | Slovacchia  | Filip Polášek     | 17       | 3              |
| Spagna      | Marcel Granollers    | Argentina   | Horacio Zeballos  | 17       | 4              |
| Stati Uniti | Rajeev Ram           | Regno Unito | Joe Salisbury     | 23       | 5              |
| Regno Unito | Jamie Murray         | Brasile     | Bruno Soares      | 30       | 6              |
| Paesi Bassi | Wesley Koolhof       | Paesi Bassi | Jean-Julien Rojer | 40       | 7              |
| Germania    | Kevin Krawietz       | Romania     | Horia Tecău       | 40       | 8              |

* Ranking al 3 maggio 2021.

### Altri partecipanti
I seguenti giocatori hanno ricevuto una wild card per il tabellone principale:
- Marco Cecchinato /  Stefano Travaglia
- Fabio Fognini /  Lorenzo Musetti
- Lorenzo Sonego /  Andrea Vavassori

### Ritiri
Prima del torneo
- Félix Auger-Aliassime /  Hubert Hurkacz → sostituiti da  Liam Broady /  Andy Murray
- Márton Fucsovics /  Casper Ruud → sostituiti da  Marcelo Arévalo /  Matwé Middelkoop
- Karen Chačanov /  Andrej Rublëv → sostituiti da  Petros Tsitsipas /  Stefanos Tsitsipas
- Tim Pütz /  Alexander Zverev → sostituiti da  Ariel Behar /  Gonzalo Escobar

## Partecipanti WTA

### Teste di serie
| Giocatrice  | Nazionalità       | Testa di serie | Ranking |
| ----------- | ----------------- | -------------- | ------- |
| Australia   | Ashleigh Barty    | 1              | 1       |
| Giappone    | Naomi Ōsaka       | 2              | 2       |
| Romania     | Simona Halep      | 3              | 3       |
| Stati Uniti | Sofia Kenin       | 4              | 4       |
| Ucraina     | Elina Svitolina   | 5              | 5       |
| Canada      | Bianca Andreescu  | 6              | 6       |
| Bielorussia | Aryna Sabalenka   | 7              | 7       |
| Stati Uniti | Serena Williams   | 8              | 8       |
| Rep. Ceca   | Karolína Plíšková | 9              | 9       |
| Svizzera    | Belinda Bencic    | 10             | 11      |
| Rep. Ceca   | Petra Kvitová     | 11             | 12      |
| Spagna      | Garbiñe Muguruza  | 12             | 13      |
| Stati Uniti | Jennifer Brady    | 13             | 14      |
| Belgio      | Elise Mertens     | 14             | 16      |
| Polonia     | Iga Świątek       | 15             | 17      |
| Regno Unito | Johanna Konta     | 16             | 18      |
| Grecia      | Maria Sakkarī     | 17             | 19      |

* Ranking al 3 maggio 2021.

### Altri partecipanti
Le seguenti giocatrici hanno ricevuto una wild card per il tabellone principale:
- Elisabetta Cocciaretto
- Caroline Garcia
- Camila Giorgi
- Martina Trevisan
- Venus Williams

Le seguenti giocatrici sono entrate in tabellone grazie al ranking protetto:
- Zheng Saisai
- Jaroslava Švedova

Le seguenti giocatrici sono passate dalle qualificazioni: 

- Alizé Cornet
- Polona Hercog
- Marta Kostjuk
- Christina McHale
- Bernarda Pera
- Ajla Tomljanović
- Tamara Zidanšek
- Vera Zvonarëva

### Ritiri
Prima del torneo
- Bianca Andreescu → sostituita da  Kristina Mladenovic
- Viktoryja Azaranka → sostituita da  Magda Linette
- Kiki Bertens → sostituita da  Anastasija Sevastova
- Ons Jabeur → sostituita da  Jil Teichmann
- Anett Kontaveit → sostituita da  Sara Sorribes Tormo
- Svetlana Kuznecova → sostituita da  Shelby Rogers
- Karolína Muchová → sostituita da  Sloane Stephens
- Anastasija Pavljučenkova → sostituita da  Patricia Maria Țig
- Elena Rybakina → sostituita da  Jaroslava Švedova
- Donna Vekić → sostituita da  Nadia Podoroska
- Venus Williams → sostituita da  Laura Siegemund
- Dajana Jastrems'ka → sostituita da  Jeļena Ostapenko

Durante il torneo
- Alison Riske
- Jennifer Brady
- Simona Halep
- Ashleigh Barty

## Partecipanti WTA doppio

### Teste di serie
| Nazionalità   | Giocatrice         | Nazionalità   | Giocatrice         | Ranking* | Teste di serie |
| ------------- | ------------------ | ------------- | ------------------ | -------- | -------------- |
| Taipei cinese | Hsieh Su-wei       | Belgio        | Elise Mertens      | 4        | 1              |
| Rep. Ceca     | Barbora Krejčíková | Rep. Ceca     | Kateřina Siniaková | 15       | 2              |
| Stati Uniti   | Nicole Melichar    | Paesi Bassi   | Demi Schuurs       | 21       | 3              |
| Giappone      | Shūko Aoyama       | Giappone      | Ena Shibahara      | 26       | 4              |
| Cile          | Alexa Guarachi     | Stati Uniti   | Desirae Krawczyk   | 34       | 5              |
| Taipei cinese | Chan Hao-ching     | Taipei cinese | Latisha Chan       | 42       | 6              |
| Cina          | Xu Yifan           | Cina          | Zhang Shuai        | 47       | 7              |
| Canada        | Gabriela Dabrowski | Stati Uniti   | Asia Muhammad      | 48       | 8              |

* Ranking al 26 aprile 2021.

### Altri partecipanti
Le seguenti giocatrici hanno ricevuto una wild card per il tabellone principale:
- Irina-Camelia Begu /  Sara Errani
- Nuria Brancaccio /  Lucia Bronzetti
- Giulia Gatto-Monticone /  Bianca Turati

Le seguenti giocatrici sono entrate in tabellone grazie al ranking protetto:
- Alla Kudrjavceva /  Monica Niculescu
- Makoto Ninomiya /  Jaroslava Švedova
- Elena Vesnina /  Vera Zvonarëva

### Ritiri
Prima del torneo
- Tímea Babos /  Veronika Kudermetova → sostituite da  Coco Gauff /  Veronika Kudermetova
- Ashleigh Barty /  Jennifer Brady → sostituite da  Sharon Fichman /  Giuliana Olmos
- Sofia Kenin /  Alison Riske → sostituite da  Wang Qiang /  Wang Yafan

## Punti
| Evento              | V    | F   | SF  | QF  | 3T   | 2T  | 1T | Q    | Q2   | Q1   |
| Singolare maschile  | 1000 | 600 | 360 | 180 | 90   | 45  | 10 | 25   | 16   | 0    |
| Doppio maschile     | 1000 | 600 | 360 | 180 | N.D. | 45  | 0  | N.D. | N.D. | N.D. |
| Singolare femminile | 900  | 585 | 350 | 190 | 105  | 60  | 1  | 30   | 20   | 1    |
| Doppio femminile    | 900  | 585 | 350 | 190 | N.D. | 105 | 1  | N.D. | N.D. | N.D. |

### Montepremi
| Evento              | V        | F        | SF      | QF      | 3T      | 2T      | 1T      | Q    | Q2     | Q1      |
| Singolare maschile  | 245085 € | 145000 € | 82300 € | 45100 € | 28200 € | 18000 € | 12000 € | -    | 6100 € | 3,250 € |
| Singolare femminile | €        | €        | €       | €       | €       | €       | €       | N.D. | €      | €       |
| Doppio maschile     | 50000 €  | 35000 €  | 24000 € | 16250 € | 11000 € | 7500 €  | N.D.    | N.D. | N.D.   | N.D.    |
| Doppio femminile    | €        | €        | €       | €       | €       | €       | N.D.    | N.D. | N.D.   | N.D.    |

## Campioni

### Singolare maschile
Rafael Nadal ha sconfitto in finale  Novak Đoković con il punteggio di 7-5, 1-6, 6-3.
- È l'ottantottesimo titolo in carriera per Nadal, il secondo della stagione e il decimo qui a Roma.

### Singolare femminile
Iga Świątek ha sconfitto in finale  Karolína Plíšková con il punteggio di 6-0, 6-0.

### Doppio maschile
Nikola Mektić /  Mate Pavić hanno sconfitto in finale  Rajeev Ram /  Joe Salisbury con il punteggio di 6-4, 7-6(4).

### Doppio femminile
Sharon Fichman /  Giuliana Olmos hanno sconfitto in finale  Kristina Mladenovic /  Markéta Vondroušová con il punteggio di 4-6, 7-5, [10-5].